# Angora Loop (Metro de Filadelfia)
Angora Loop  es una estación en la Ruta 34 de la línea Verde del Metro de Filadelfia. La estación se encuentra localizada en Sixty-first Street & Baltimore Avenue en Filadelfia, Pensilvania. La Autoridad de Transporte del Sureste de Pensilvania (por sus siglas en inglés SEPTA) es la encargada por el mantenimiento y administración de la estación.

## Descripción y servicios
La estación Angora Loop cuenta con 2 plataformas laterales y 2 vías.  

## Conexiones
La estación es abastecida por las siguientes conexiones: 
- Rutas de autobuses SEPTA: ninguna